# コウモリソウ
コウモリソウ（蝙蝠草、学名：Parasenecio maximowiczianus var. maximowiczianus）は、キク科コウモリソウ属の多年草 。

## 特徴
地下茎は短く、直立し、または斜上する。茎は細く、ややジグザグ状に伸長し、高さは30-70cmになり、茎の下部には褐色で多細胞の縮れた毛が生える。葉は互生し、茎の中部につく葉の葉身は三角状ほこ形から扁五角形で、5浅裂し、長さ8-10cm、幅13-15cmと長さより幅のほうが広く、両面に縮れた毛が生える。中央の頂裂片が一番大きく、先端がとがり、基部は心形から切形、縁には大小不ぞろいの鋸歯がある。茎の上部につく葉は縦に狭長の形になる。茎の中部の茎葉の葉柄は長さ3.5-6cmになり、翼はないかまたは上部に狭い翼があり、基部は半ば茎を抱き、「耳」とよばれるごく小型の葉鞘があり、葉鞘は閉じない。
花期は8-10月。頭状花序は円錐状または総状に斜上してつき、すべて両性の筒状花からなり、筒状花は紫色をおびる。総苞は狭筒型で長さ7.5-10mm、総苞片は1列で5-7個ある。1頭花は6-10個の筒状花で構成されており、花冠の長さは7mmになる。果実は円柱形で長さ6mmになる痩果となる。冠毛は白色で長さ5mmになる。染色体数2n=60。

## 分布と生育環境
日本固有種。本州の関東地方、中部地方、近畿地方の太平洋側に分布し、山地の落葉広葉樹林の林内に生育する。しばしば群生することがある。

## 名前の由来
和名のコウモリソウは、「蝙蝠草」のことで、葉の形がコウモリが翼を広げた形に似るのでいう。
1856年（安政3年）に出版された飯沼慾斎の『草木図説』に「カウモリサウ 甲」があり、葉について、「形三尖缺刻数突起鋸歯アリテ。略ホ（ほぼ）三角ニ乄（して）蝙蝠ノ態アリ。故ニソノ名ヲ得」とある。牧野富太郎 (1940)は、『牧野日本植物図鑑』の初版において、簡単に「和名ハ葉形ニ基ク」と述べるにとまる。
種小名（種形容語）maximowiczianus は、ロシアの植物学者カール・ヨハン・マキシモヴィッチへの献名。
本種が属していた Cacalia 属が廃止され、アジア産のものが Parasenecio 属とされ、Koyama (1995) によって Cacalia maximowicziana から Parasenecio maximowicziana に組み替えられた。しかし、属名の Parasenecio は男性名詞であることから、それに続く種小名（種形容語）の語尾は、「-a」を「-us」にする必要があることから、Parasenecio maximowiczianus とされている。
なお牧野 (1940) などにおいて見られるように、かつてコウモリソウの学名としては現在は（ウスゲ）タマブキにあたる Cacalia farfarifolia Siebold & Zucc. があてられていたが、1935年の時点で中井猛之進と前川文夫により誤同定とされ、別種であるとして上述の C. maximowicziana の名が初めて与えられたという経緯が存在する。

## 利用
同属のイヌドウナ、ヨブスマソウ同様、食べることができるが、茎が細く、食用価値は低い。

## ギャラリー

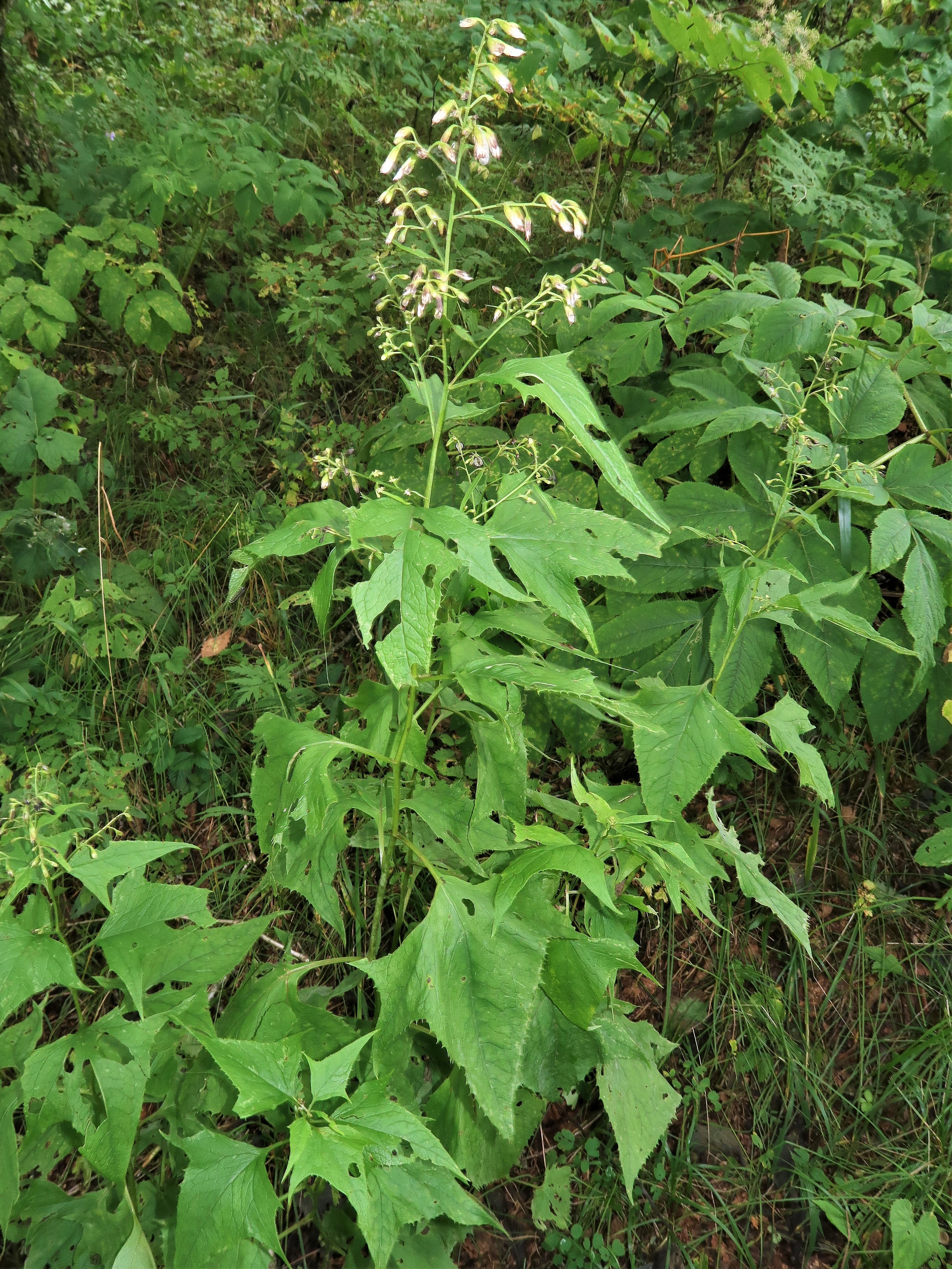
茎は細く、ややジグザグ状に伸長すし、葉は互生する。
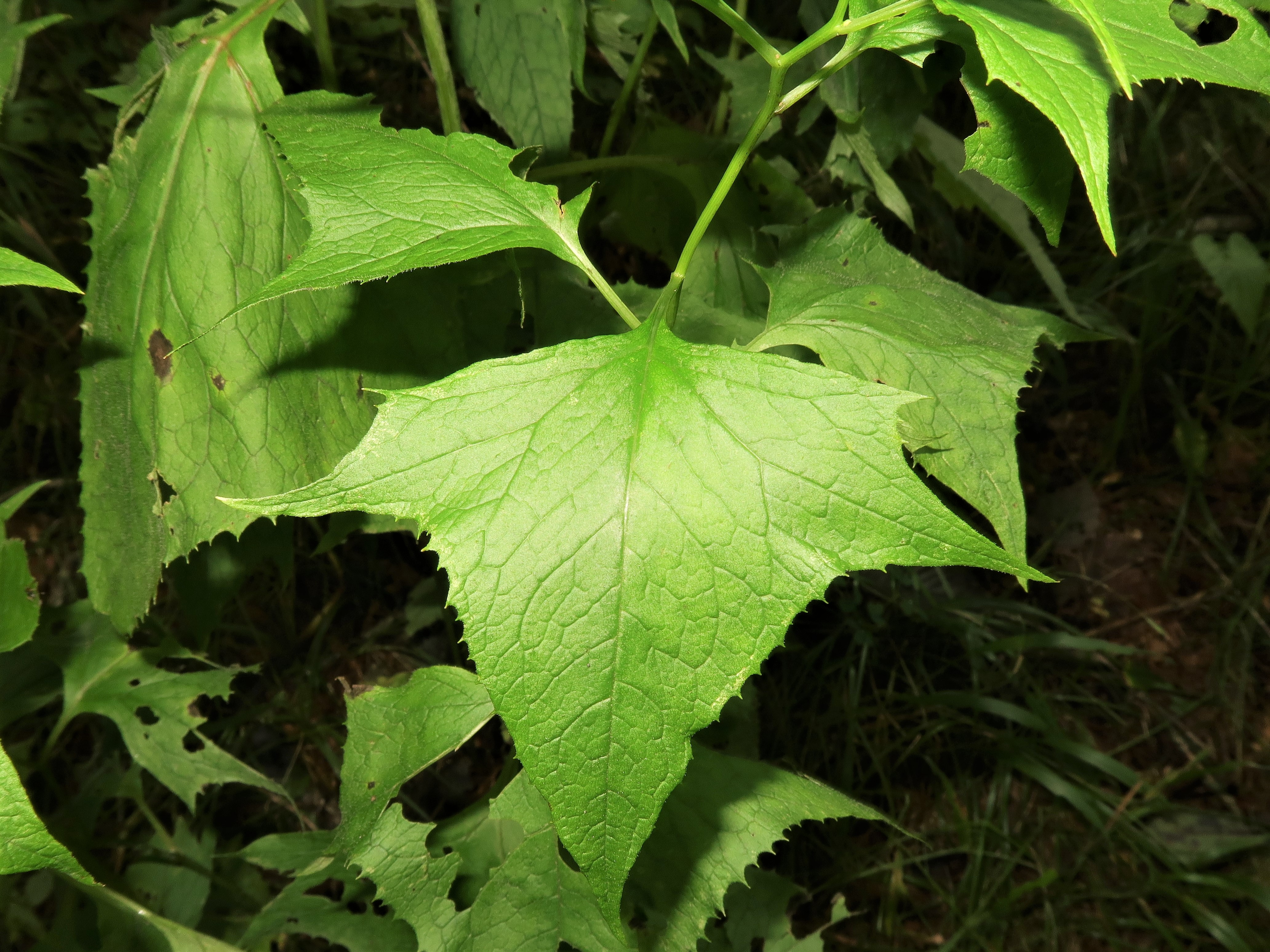
茎の中部につく葉の葉身は三角状ほこ形から扁五角形で、5浅裂し、葉柄に翼はないかまたは上部に狭い翼があり、基部は半ば茎を抱く。
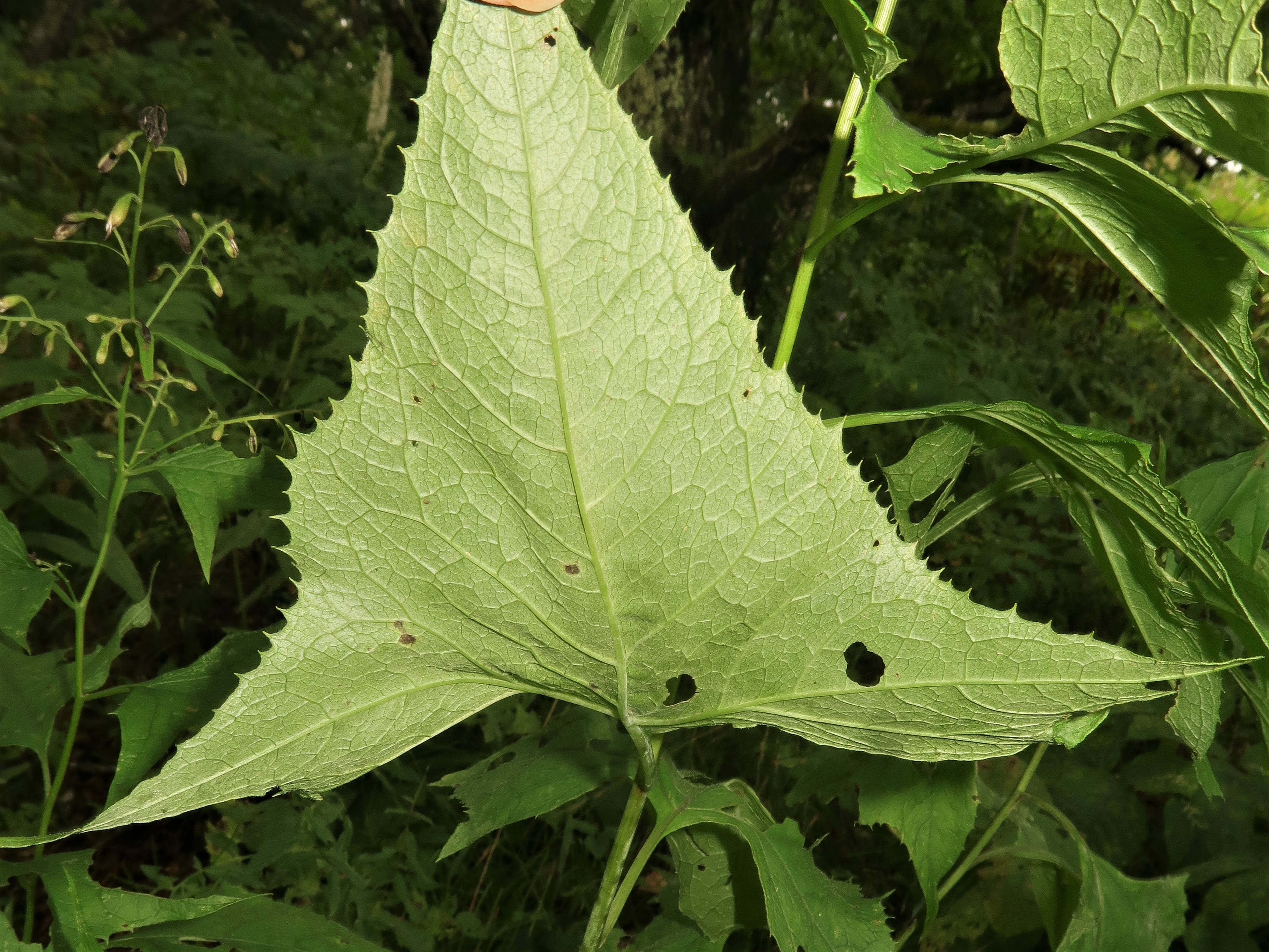
葉の裏面。
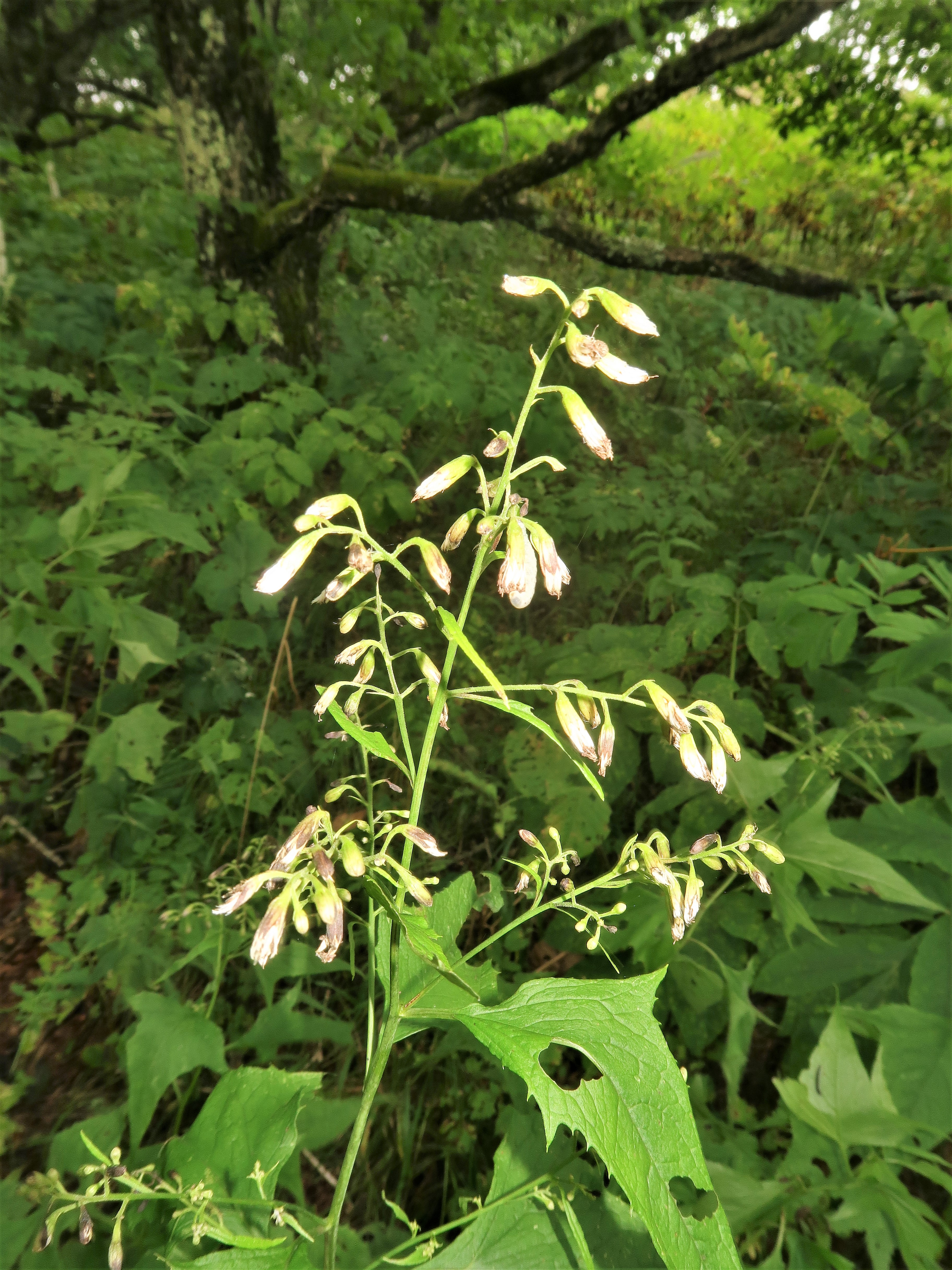
頭状花序は円錐状または総状に斜上してつく。

## 下位分類
オクヤマコウモリ Parasenecio maximowiczianus (Nakai et F.Maek. ex H.Hara) H.Koyama var. alatus (F.Maek.) H.Koyama (1995)、（シノニム、Cacalia maximowicziana Nakai et F.Maek. ex H.Hara var. alata F.Maek. (1935)） - コウモリソウの変種で、基本種のコウモリソウと比べ、葉柄にはっきりとした翼があり、葉柄の基部は茎を耳状に抱き、「耳」に鋸歯があることがあり、葉鞘は円筒状に閉じる。染色体数2n=60。本州の中部地方の太平洋側に分布し、コウモリソウより標高が高い場所に生育し、高山帯の低木林の縁でも生育している。変種名 alatus  は、「翼のある」の意味。門田裕一 (2017) は、「コウモリソウの1変種ではなく、独立した種である可能性がある。」としている。

## 関連文献
- Koyama, Hiroshige (1995). Iwatsuki, Kunio; Yamazaki, Takasi; Boufford, David E. et al.. eds. Flora of Japan. IIIb: Angiospermae, Dicotyledoneae Sympetalae(b). Tokyo: Kodansha. ISBN 978-4-06-154602-8